# Frank Schepke
Frank Schepke   (Königsberg, 5 d'abril de 1935 - Kiel, 4 d'abril de 2017) fou un remer alemany, guanyador d'una medalla olímpica. Era germà del també remador Kraft Schepke.
El 1960 va prendre part en els Jocs Olímpics d'Estiu de Roma sota bandera de la equip unificat alemany, on guanyà la medalla d'or en la prova del vuit amb timoner del programa de rem. En el seu palmarès també destaquen dues medalles d'or en el Campionat d'Europa de rem, el 1959 i 1961, ambdues sota bandera de la República Federal Alemanya.
Es retirà en acabar la temporada de rem de 1961. El mateix any va acabar el seu doctorat a la Universitat de Kiel en ciències agrícoles. Va treballar com a assessor per a agricultors i, més tard, va fundar una empresa de neteja industrial. Als 55 anys va crear la seva pròpia granja de cultiu biològic.
Es va presentar a les eleccions federals de l'Alemanya Occidental de 1965 per la circumscripció electoral de Stormarn-Herzogtum-Lauenburg pel Partit Nacional Demòcrata d'Alemanya, un partit d'extrema dreta i ultranacionalista fundat l'any anterior. Va abandonar el partit el 1969. A les eleccions federals alemanyes de 2009 i 2013 es va presentar com a independent a la circumscripció electoral de Plön-Neumünster. El 2004 va crear una moneda regional, el KannWas, per a Slesvig-Holstein.